# Zone di protezione speciale del Piemonte
Le zone di protezione speciale del Piemonte, individuate in base alla Direttiva Uccelli (Direttiva 2009/147/CE) e appartenenti alla rete Natura 2000, comprendono il 12,31% della superficie della regione per un totale di 308 075,11 ettari. 
Tra le specie individuate nell'allegato I della direttiva le ZPS del Piemonte coinvolgono oltre 100 specie. Le misure di tutela riguardano gli uccelli, le uova, i nidi e gli habitat delle specie stanziali o di quelle migratorie che transitano o stazionano regolarmentenelle aree individuate.

## Zone di protezione speciale
Le zone di protezione speciale individuate (gennaio 2018) sono 50, alcune di queste sono anche siti di interesse comunitario.
Legenda
Il codice alfanumerico Natura 2000 individua anche la provincia in cui si trova la superficie maggiore dell'area (alcune aree coinvolgono più province)
- IT111 - TO
- IT112 - VC
- IT113 - BI
- IT114 - VCO
- IT115 - NO
- IT116 - CN
- IT117 - AT
- IT118 - AL

| Definizione dell'area                                      | Immagine | Codice Natura 2000 | Note | Sup.(ha) | Coordinate             |
| ---------------------------------------------------------- | -------- | ------------------ | --- | -------- | ---------------------- |
| Orsiera Rocciavré                                          |          | IT1110006          | L'area corrisponde al Parco naturale Orsiera-Rocciavrè | 10956    | 45.06174°N 7.133008°E  |
| Laghi di Avigliana                                         |          | IT1110007          | L'area corrisponde al Parco naturale dei Laghi di Avigliana | 414      | 45.06519°N 7.386147°E  |
| Lanca di Santa Marta (Confluenza Po - Banna)               |          | IT1110017          | L'area corrisponde alla Riserva naturale Lanca di Santa Marta e Confluenza del Banna | 164      | 44.9514°N 7.6956°E     |
| Confluenza Po - Orco - Malone                              |          | IT1110018          | L'area corrisponde alla Riserva naturale della confluenza dell'Orco e del Malone | 312      | 45.1839°N 7.8661°E     |
| Baraccone (confluenza Po - Dora Baltea)                    |          | IT1110019          | L'area corrisponde quasi (95%) alla Riserva naturale della Confluenza della Dora Baltea | 1574     | 45.1781°N 8.0411°E     |
| Lago di Viverone (area protetta)                           |          | IT1110020          | | 926      | 45.4178°N 8.0311°E     |
| Lanca di San Michele                                       |          | IT1110024          | L'area corrisponde alla Riserva naturale della Lanca di San Michele | 228      | 44.8675°N 7.6783°E     |
| Po morto di Carignano                                      |          | IT1110025          | L'area corrisponde alla Riserva naturale Oasi del Po Morto | 503      | 44.896389°N 7.696667°E |
| Lago di Candia                                             |          | IT1110036          | L'area corrisponde al Parco naturale del Lago di Candia | 335      | 45.3281°N 7.9089°E     |
| Meisino (confluenza Po - Stura)                            |          | IT1110070          | Area compresa nella Riserva Naturale Meisino e dell'Isolone Bertolla | 245      | 45.092683°N 7.733295°E |
| Val Troncea (area protetta)                                |          | IT1110080          | L'area comprende completamente il Parco naturale della Val Troncea | 10130    | 44.975833°N 6.978889°E |
| Bosco della Partecipanza di Trino                          |          | IT1120002          | L'area comprende completamente l'Area Contigua del Bosco delle Sorti della Partecipanza di Trino e il Parco Naturale Bosco delle Sorti della Partecipanza di Trino                                                                                             | 1075     | 45.225°N 8.254722°E    |
| Garzaia di Carisio                                         |          | IT1120005          | L'area corrisponde alla Riserva naturale della Garzaia di Carisio | 103      | 45.4225°N 8.2003°E     |
| Val Mastallone (area protetta)                             |          | IT1120006          | L'area è compresa nel Parco naturale dell'Alta Val Sesia e dell'Alta Val Strona | 1882     | 45.916389°N 8.159444°E |
| Fontana Gigante (Tricerro)                                 |          | IT1120008          | L'area comprende completamente la Riserva Naturale Fontana Gigante e l'Area Contigua di Fontana Gigante | 311      | 45.233819°N 8.286625°E |
| Lame del Sesia e Isolone di Oldenico                       |          | IT1120010          | L'area comprende completamente il Parco naturale delle Lame del Sesia | 934      | 45.419167°N 8.3975°E   |
| Isolotto del Ritano (Dora Baltea)                          |          | IT1120013          | L'area comprende completamente Riserva naturale dell'Isolotto del Ritano | 253      | 45.231389°N 8.001111°E |
| Garzaia del Rio Druma                                      |          | IT1120014          | | 128      | 45.4539°N 8.312°E      |
| Risaie vercellesi                                          |          | IT1120021          | | 2241     | 45.2975°N 8.2328°E     |
| Lama del Badiotto e Garzaia della Brarola                  |          | IT1120025          | | 102      | 45.299074°N 8.496594°E |
| Alta Valsesia e Valli Otro, Vogna, Gronda, Artogna e Sorba |          | IT1120027          | L'area di sovrappone in parte con il Parco naturale dell'Alta Val Sesia e dell'Alta Val Strona | 18935    | 45.764755°N 7.969252°E |
| Palude di San Genuario e San Silvestro                     |          | IT1120029          | L'area comprende completamente il SIC IT1120007 "Palude di San Genuario", l'Area Contigua della Palude di San Genuario e la Riserva Naturale della Palude di San Genuario                                                                                      | 1248     | 45.2202°N 8.1829°E     |
| Fondo Toce (area protetta)                                 |          | IT1140001          | L'area comprende completamente la Riserva naturale Fondo Toce | 361      | 45.938886°N 8.478388°E |
| Val Grande                                                 |          | IT1140011          | L'area è completamente compresa nel Parco nazionale della Val Grande e nel Sesia Val Grande UNESCO Global Geopark | 11855    | 46.040833°N 8.4575°E   |
| Lago di Mergozzo e Mont'Orfano                             |          | IT1140013          | | 483      | 45.9388°N 8.4583°E     |
| Alpi Veglia e Devero - Monte Giove                         |          | IT1140016          | L'area comprende completamente il Parco naturale dell'Alpe Veglia e dell'Alpe Devero | 15119    | 46.311111°N 8.2525°E   |
| Fiume Toce                                                 |          | IT1140017          | L'area comprende completamente il SIC "Greto Torrente Toce tra Domodossola e Villadossola" (IT1140006) ed è parzialmente compresa nel Parco nazionale della Val Grande                                                                                         | 2663     | 45.993963°N 8.352684°E |
| Alte Valli Anzasca, Antrona e Bognanco                     |          | IT1140018          | | 21574    | 46.020665°N 8.121444°E |
| Monte Rosa (area protetta)                                 |          | IT1140019          | | 8537     | 45.937897°N 7.946856°E |
| Alta Val Strona e Val Segnara                              |          | IT1140020          | L'area comprende completamente il SIC "Campello Monti" (IT1140003) | 4020     | 45.958086°N 8.225834°E |
| Val Formazza (area protetta)                               |          | IT1140021          | L'area comprende completamente il SIC "Alta Val Formazza" (IT1140004) | 22223    | 46.243741°N 8.379536°E |
| Valle del Ticino (area protetta)                           |          | IT1150001          | | 6597     | 45.499026°N 8.728109°E |
| Palude di Casalbeltrame                                    |          | IT1150003          | L'area corrisponde alla Riserva naturale della Palude di Casalbeltrame | 651      | 45.4275°N 8.5018°E     |
| Canneti di Dormelletto                                     |          | IT1150004          | L'area corrisponde alla Riserva naturale dei Canneti di Dormelletto | 153      | 45.427°N 8.5797°E      |
| Garzaie novaresi                                           |          | IT1150010          | | 908      | 45.5053°N 8.5194°E     |
| Oasi di Crava Morozzo                                      |          | IT1160003          | L'area corrisponde alla Riserva naturale di Crava-Morozzo | 299      | 44.4214°N 7.7322°E     |
| Stura di Demonte (area protetta)                           |          | IT1160036          | | 1174     | 44.306°N 7.359°E       |
| Fiume Tanaro e Stagni di Neive                             |          | IT1160054          | | 208      | 44.753151°N 8.096656°E |
| Alpi Marittime (area protetta)                             |          | IT1160056          | L'area comprende completamente il Parco naturale delle Alpi Marittime, la Riserva naturale di Rocca San Giovanni-Saben e la Riserva naturale delle Grotte del Bandito                                                                                          | 33672    | 44.2014°N 7.3628°E     |
| Alte Valli Pesio e Tanaro                                  |          | IT1160057          | L'area comprende completamente il Parco naturale del Marguareis | 11278    | 44.175556°N 7.698333°E |
| Gruppo del Monviso e Bosco dell'Alevè                      |          | IT1160058          | è compresa nella Riserva della Biosfera Transfrontaliera del Monviso | 7232     | 44.645556°N 7.096667°E |
| Zone umide di Fossano e Sant'Albano Stura                  |          | IT1160059          | L'area comprende completamente la Riserva Naturale Gesso-Stura | 107      | 44.498833°N 7.703742°E |
| Altopiano di Bainale                                       |          | IT1160060          | | 1842     | 44.488336°N 7.813668°E |
| Alto Caprauna                                              |          | IT1160061          | | 1347     | 44.123447°N 7.966828°E |
| Alte Valli Stura e Maira                                   |          | IT1160062          | L'area comprende completamente i SIC "Sorgenti del Maira, Bosco di Saretto, Rocca Provenzale" (IT1160023), "Gruppo del Tenibres" (IT1160021), "Vallone di Orgials - Colle della Lombarda" (IT1160023) e "Colle e Lago della Maddalena, Val Puriac" (IT1160024) | 42009    | 44.2826°N 7.0774°E     |
| Torrente Orba (area protetta)                              |          | IT1180002          | | 506      | 44.779°N 8.655°E       |
| Greto dello Scrivia                                        |          | IT1180004          | | 2241     | 44.806418°N 8.847163°E |
| Dorsale Monte Ebro - Monte Chiappo                         |          | IT1180025          | | 364      | 44.683385°N 9.18159°E  |
| Capanne di Marcarolo (area protetta)                       |          | IT1180026          | L'area di sovrappone in parte con il Parco naturale delle Capanne di Marcarolo | 9549     | 44.565287°N 8.788926°E |
| Fiume Po - tratto vercellese alessandrino                  |          | IT1180028          | L'area comprende completamente il SIC "Ghiaia Grande (Fiume Po)" (IT1180005), "Confluenza Po - Sesia - Tanaro" (IT1180027), "Isola di Santa Maria" (IT1120023), "Sponde fluviali di Palazzolo vercellese" (IT1120030)                                          | 14107    | 45.1447°N 8.5004°E     |